# Communauté Réjouis-toi
Réjouis-toi est une communauté nouvelle d'alliance (les membres n'habitent pas ensemble), issue du Renouveau charismatique.

## Histoire
La communauté est issue d'un groupe de prière du Renouveau charismatique à Coutances (Manche). Elle a été cofondée en 1977 par Michel Santier qui en a été le « berger général » jusqu'à sa consécration épiscopale en 2001. Parallèlement, Michel Santier dirige l'École de la foi de Coutances.
Réjouis-toi est reconnue comme association publique de fidèles le 25 mars 1985 par l'évêque de Coutances, qui en est l'évêque référent.
Dès sa création, contrairement à d'autres communautés du même type, elle est parvenue à s'intégrer dans le tissu paroissial. La communauté  rassemble des familles, des jeunes, des enfants, des célibataires, des consacrées, des diacres permanents, des prêtres et futurs prêtres.
À la suite de plaintes, Michel Santier reconnaît fin 2019 avoir commis dans les années 1990 des faits de manipulation et de voyeurisme sur deux jeunes hommes de l’École de la foi de Coutances à l'occasion de confessions. Au moment de la révélation de ces faits en octobre 2022, la communauté exprime dans un communiqué sur son site sa « consternation » et sa « peine » et fournit une adresse mail afin de collecter d'éventuels témoignages sur Michel Santier. Elle indique au quotidien La Croix examiner ses archives afin de contacter les personnes qui pourraient avoir été victimes des agissements de son cofondateur.

## Implantation et œuvres
La communauté compte en 2015 trois cent cinquante six membres adultes engagés, répartis dans 17 diocèses en France[réf. nécessaire].

### Les engagements
- Le week-end communautaire mensuel (temps de louange, de prière, de partage et de formation),
- Les rencontres mensuelles en petites fraternités locales,
- Dans le travail apostolique commun au sein des paroisses, des aumôneries, des mouvements.

### Les principaux apostolats
- Prier et soutenir les vocations.
- Soutenir les groupes de prière et aider ceux qui veulent se créer.
- Témoigner auprès des jeunes et les aider à trouver leur place dans l’Église et dans le monde.
- Appel à servir l’Église et les hommes par la profession, l’engagement dans la paroisse, les aumôneries, les services, et l’attention à ceux qui souffrent.